# Hugo F. Sonnenschein
Pour les articles homonymes, voir Sonnenschein.
 (août 2022).
Si vous disposez d'ouvrages ou d'articles de référence ou si vous connaissez des sites web de qualité traitant du thème abordé ici, merci de compléter l'article en donnant les références utiles à sa vérifiabilité et en les liant à la section « Notes et références ».
Hugo Freund Sonnenschein est un économiste américain né le 14 novembre 1940 à New York et mort le 15 juillet 2021. Il est connu en économie comme l'auteur du théorème de Sonnenschein.

## Biographie
Sonnenschein est né à New York le 14 novembre 1940. Il a grandi à Brooklyn. Il a fréquenté l'Oakwood School à Poughkeepsie, New York, où il a obtenu son diplôme en 1957. Il a étudié à l'université de Rochester, obtenant un baccalauréat ès arts en 1961. Il a ensuite entrepris des études de troisième cycle à l'université Purdue, obtenant une maîtrise en sciences en 1962 et un doctorat en philosophie deux ans plus tard.
Sonnenschein a épousé Elizabeth Gunn Sonnenschein en 1962. Ils se sont rencontrés au cours de sa première année à Rochester et sont restés mariés jusqu'à sa mort. Ensemble, ils ont eu trois enfants : Leah, Amy et Rachel.
Sonnenschein est décédé le 15 juillet 2021 au centre médical de l'Université de Chicago à Hyde Park, Chicago. Il avait 80 ans.